# Могош
Могош (рум. Mogoș) — село у повіті Алба в Румунії. Адміністративний центр комуни Могош.
Село розташоване на відстані 300 км на північний захід від Бухареста, 31 км на північний захід від Алба-Юлії, 60 км на південний захід від Клуж-Напоки.

## Населення
За даними перепису населення 2002 року у селі проживали 109 осіб, усі — румуни. Усі жителі села рідною мовою назвали румунську.